# Список рек Камчатского края
Список рек Камчатского края — неполный перечень водных объектов (рек) протекающих по территории Камчатского края. В Камчатском крае насчитывается 140 101 река, из которых большая часть имеет длину до 10 км и только 105 — свыше 100 км. Общая протяжённость рек 359 757 км, густота речной сети 0,78 км/км2. Бо́льшая часть рек относится к малым рекам и ручьям.
Наиболее крупные реки Камчатки: Камчатка (758 км), Пенжина (713 км).
В государственном водном реестре на территории края приводятся данные по 916 рекам Все водные объекты относятся к Анадыро-Колымскому бассейновому округу.

## Список рек
А
1. Авача
2. Авъенваям
3. Ага (приток Копылье)
4. Адаможец
5. Айин
6. Аласная
7. Алексеевский (приток Корятки)
8. Алестар
9. Алинатунваям
10. Аловнаваям
11. Алтын (река, впадает в Берингово море)
12. Альховаям
13. Рыбный (ручей)
14. Аманина
15. Амшарик
16. Анавгай (река)
17. Анадырка
18. Ананаваям
19. Анапка (река, впадает в Берингово море)
20. Андриановка (река)
21. Аниваям
22. Анчекрак
23. Апука (река)
24. Арлыч
25. Асача (река)
26. Асхава
27. Асхачный
Б
28. Балхач
29. Банная (приток реки Плотникова)
30. Бараний
31. Баранья (приток Кавычи)
32. Бекеш (приток Большой Хапицы)
33. Белая (приток Камчатки)
34. Белая (приток Пенжины)
35. Белая (приток Севы)
36. Белая (река, впадает в Берингово море)
37. Белкумич
38. Белоголовая
39. Беме (приток Китильгины)
40. Берёзова
41. Берёзовый (приток Правого Толбачика)
42. Березнячковая
43. Берёзовая (река, впадает в Кроноцкий залив)
44. Берёзовая (река, впадает в Охотское море)
45. Берш (река)
46. Бильченок
47. Благовидовская (река)
48. Большая (приток Кельмрака)
49. Большая (река, впадает в Охотское море)
50. Большая (река, впадает в Тихий океан)
51. Большая Воровская
52. Большой Иульт
53. Большая Кимитина
54. Большая Клюквенная
55. Большая Саранная
56. Большая Хапица
57. Большая Ходутка
58. Большая Чажма
59. Большой Вилюй
60. Большой Кинмаваям
61. Большой Тальник
62. Большой Тигиль
63. Брюмка
64. Быстрая (приток Большой)
65. Быстрая (приток Козыревки)
66. Быстрая (приток Хайрюзовой)
67. Быстрый (приток Большой Кимитины)
68. Быстрый (приток Студёной)
69. Бухтовая
В
70. Валагина
71. Валкаваям
72. Валоваям
73. Варывнанваям
74. Ватына
75. Вахвина Левая
76. Вахиль
77. Верхняя Медвежья
78. Вершинная (приток Беме)
79. Весёлая (река, впадает в Охотское море)
80. Вестник (река)
81. Ветловая
82. Ветловушка
83. Вивнитунваям
84. Вилюча
85. Вироваям
86. Волчий (приток Ильчинца)
87. Вонаемитваям
88. Воямполка (река)
89. Вторая Тополовая
90. Вывенка (река)
91. Выдровая (река, впадает в Камчатский залив)
92. Вытвирваям
Г
93. Гатымынваям
94. Гетыгирываям
95. Глубокая (приток Каменистой)
96. Говянка
97. Голыгина
98. Горбуша (приток Камчатки)
99. Горелая (река, впадает в Охотское море)
100. Горно-Тополовая
101. Грязнушка (река, впадает в Охотское море)
102. Гусиная (река, впадает в Охотское море)
103. Гыткаткинваям
Д
104. Дальний (приток Козыревской)
105. Двухюрточная
106. Длинная (река, впадает в Охотское море)
107. Добрая (река, приток Кирганик)
108. Долиновка (река)
109. Дранка (река)
Е
110. Евсейчиха
111. Екичегиваям
112. Еловка (приток Камчатки)
113. Евъваям
Ж
114. Жёлтый (ручей)
115. Жировая (река, впадает в Авачинский залив)
116. Жировая (приток Шестой Речки)
117. Жовхан
118. Жупанка
119. Жупанова
И
120. Иватысваям
121. Ивашка (река)
122. Игнаваям
123. Игунаваям
124. Извилистый (приток Щапиной)
125. Илистая (река, впадает в Охотское море)
126. Ильинская (река)
127. Ильпивеем
128. Ильчинец
129. Имка
130. Имкояол
131. Импука
132. Инканюш
133. Инокентишка
134. Иньчегитун
135. Ипуин
136. Истык
137. Ича (река, впадает в Охотское море)
К
138. Кавача (река)
139. Кавыча
140. Кайгытгынваям
141. Кайчиммоваям
142. Камбальная
143. Каменистая (река, впадает в Каменистую бухту)
144. Каменистая (приток Катлычи)
145. Камулен
146. Камчатка (река)
147. Канзейна
148. Карага
149. Карарваям
150. Кармаливаям
151. Карымская (река)
152. Каханок
153. Кахтана (река)
154. Кахтун
155. Кашкан
156. Каюм (река)
157. Квачина
158. Кельмрак
159. Кенашка
160. Кенсол
161. Кетачан 2-й
162. Кехта (река, впадает в Охотское море)
163. Кечичма
164. Кимлинваям
165. Киненин (приток Еловки)
166. Киненин (река)
167. Кинкиль
168. Кинмаваям
169. Кирганик
170. Киревна
171. Кирчурич
172. Кисун
173. Кисынок
174. Китильгина
175. Кихчик (река)
176. Кичига
177. Клакес
178. Клыенин
179. Ключ Пригонный
180. Ковран (река)
181. Коехина
182. Козлова (река, впадает в Кроноцкий залив)
183. Козыревка (река)
184. Козыревская
185. Кокырто
186. Колпакова (река)
187. Колычева
188. Коль (река, впадает в Охотское море)
189. Конон (река)
190. Копылье (река)
191. Корниловская (приток Кавычи)
192. Корятка
193. Косыгинская
194. Крапивная (приток Камчатки)
195. Крерук
196. Кроноцкая (река)
197. Крутенькая
198. Крутогорова
199. Крюки (река)
200. Кубовая (река, впадает в Тихий океан)
201. Кувагдач
202. Куйвиваям
203. Кунжик
204. Кунхилок
205. Кустовка (река, впадает в Берингово море)
206. Куюл (река, впадает в Пенжинскую губу, 48 км)
207. Кшук
Л
208. Ключ Лавовый
209. Лапареламваям
210. Левая
211. Левая Андриановка
212. Левая Радуга
213. Лево-Тыркачин
214. Левые Самки
215. Левый Вызит
216. Левый Кирганик
217. Ледниковая (река)
218. Лесная (река, впадает в залив Шелихова)
219. Ливриваям
220. Лингэнмываям
221. Линлинваям
222. Лиственичная (река, впадает в Лиственничную бухту)
223. Лиственный (ручей)
224. Лысая (река)
М
225. Майнкаптал
226. Макаровка (река, впадает в Берингово море)
227. Максимовка (приток Камчатки)
228. Малая Кимитина Северная
229. Малая Кимитина (нижний приток Большой Кимитины)
230. Малая Саранная
231. Малая Хапица
232. Малая Хапица (приток Большой Хапицы)
233. Малая Ходутка
234. Малая Чажма
235. Малый Тальник
236. Малювеем
237. Мамет
238. Манилы (река)
239. Манманы
240. Масваям
241. Матаваям
242. Мачевна (река)
243. Машихинская
244. Медвежка (река, впадает в Кроноцкий залив)
245. Медвежья (река, впадает в Берингово море)
246. Метеви
247. Микижина
248. Микина
249. Мильковка
250. Митога (река, впадает в Охотское море)
251. Молто
252. Морошечная
253. Мостовая (приток Еловки)
254. Моховая (приток Кирганика)
255. Мутная (река, впадает в Кроноцкий залив)
256. Мутная (река, впадает в Мутную бухту)
257. Мухина (река)
258. Мысовая (река, впадает в Охотское море)
259. Мэнгваян
Н
260. Навлигинмываям
261. Найвалваям
262. Налычева (река)
263. Начики (река)
264. Нащнощь
265. Неизвестный (ручей)
266. Неута
267. Низкона
268. Николка Первая
269. Новиковская
О
270. Облуковина
271. Обрывистый
272. Объезжий
273. Озёрная (приток Большой Хапицы)
274. Озерная (приток Толбачика)
275. Озёрная (река, впадает в Берингово море)
276. Озерная (река, впадает в Охотское море)
277. Озёрная Восточная
278. Озерновская (река)
279. Оклан
280. Ольховая (река, впадает в Берингово море)
281. Ольховая (приток Кавычи)
282. Ольховка (река, впадает в Охотское море)
283. Олютоваям
284. Опала (река)
285. Опука
286. Оссора (река)
287. Островная (река, впадает в Тихий океан)
П
288. Буркова (река)
289. Путаная
290. Таводок
291. Паклаваям
292. Палана (река)
293. Паратунка (река)
294. Парень (река)
295. Паужетка (река)
296. Пенжина
297. Первая (река, впадает в Камчатский залив)
298. Первая (река, впадает в Охотское море)
299. Первый Бекеш
300. Перевалочная
301. Ледниковый (приток Толбачика)
302. Перевальный (приток Шайбины)
303. Петуховая
304. Пиллалваям
305. Пиначевская
306. Пиндра
307. Подкагерная
308. Подувальный
309. Половинка (река, впадает в Кроноцкий залив)
310. Половинная (приток Камчатки)
311. Пологий
312. Поперечный (приток Щапины)
313. Правая
314. Правая Андриановка
315. Правая Радуга
316. Правая Седловинская
317. Правая Ходутка
318. Правая Щапина
319. Правый Вызит
320. Правый Кирганик
321. Правый Толбачик
322. Протока Ажабачья
323. Каменская (протока)
324. Карлушка (протока)
325. Катлычь
326. Кривая (протока Камчатки)
327. Пекалка
328. Тихая (протока Камчатки)
329. Протока Юколка
330. Пустая (река, впадает в Охотское море)
331. Пылгаваям
332. Пымта
333. Пятая (река, впадает в Камчатский залив)
334. Пятибратская
Р
335. Радуга (приток Камчатки)
336. Рамлевеем
337. Рассошина (приток Левой)
338. 2-я Речка (приток Камчатки)
339. Култушная (река, впадает в Берингово море)
340. Река Плотникова
341. Река Толмачёва
342. Рекинники
343. Русакова (река)
344. Россошина 1-я
345. Россошина 2-я
346. Ключевской (ручей)
347. Столбовой (приток Крутенькой)
348. Рыбразводская
С
349. Савульч
350. Саичик
351. Самки (река)
352. Санопадь
353. Саранская
354. Светлый (ручей)
355. Сева (приток Вахвина Левая)
356. Северная (река, впадает в Берингово море)
357. Семёнова (бассейн Ичи)
358. Середочная
359. Скудой
360. Снатолвеем
361. Сопочная (река, впадает в Охотское море)
362. Соулочная
363. Средняя (река, впадает в Берингово море)
364. Средняя Андриановка
365. Старичок
366. Столбовая (река, впадает в Озерной залив)
367. Столбовая (река, впадает в Кроноцкий залив)
368. Сторож (река)
369. Стратиковская
370. Студёная (приток Камчатки)
371. Сухарики (река)
372. Сухарики (река)
373. Сухая (приток Столбового)
374. Сухой Ильчинец
Т
375. Тавахнина
376. Таенская
377. Талалаевка (река)
378. Таловка (река, впадает в Охотское море)
379. Таманваям
380. Татьяна (река)
381. Тваян
382. Теви
383. Тежмач
384. Тигиль (река)
385. Тинатына
386. Тинтикуваям
387. Тихая (река, впадает в Кроноцкий залив)
388. Тихая (приток Камбальной)
389. Тнахывнытваям
390. Тогар
391. Тогатон
392. Толбачик (река)
393. Толманская
394. Толуд
395. Тополовая
396. Тополовая (приток Большой Хапицы)
397. Три Сестры (река)
398. Тридцатая (река, впадает в Охотское море)
399. Тундровая (приток Еловки)
400. Тылхой
401. Тымлат
402. Тыркачин
403. Тюшевка (река)
У
404. Удова
405. Узкая (приток Щапины)
406. Ука (река)
407. Укамкина
408. Укаяктынваям
409. Укиин
410. Уколка
411. Уксичан (река)
412. Укэлаят
413. Унушка
414. Унэливаям
415. Ургываям
416. Урилка
417. Урц
418. Урылычен
419. Утка (река, впадает в Охотское море)
420. Утхолок
421. Утюжная
422. Ушковская Сухая
Ф
423. Фальшивая
424. Фомкина
Х
425. Хайлюля (река)
426. Хаймикина
427. Хайрюзова
428. Халвитваям
429. Халмин
430. Ханивай
431. Хим (река)
432. Химка (приток Ичи)
433. Холмовой
434. Холодная (река, впадает в Тихий океан)
435. Хомутина (река, впадает в Охотское море)
Ч
436. Чащеватый
437. Ченгнута
438. Черебокош
439. Черемошная (приток Камчатки)
440. Четвёртая Речка
441. Чечатваям
442. Чишец
443. Чмеклок
Ш
444. Шавириха
445. Шайбина
446. Шаманка (река)
447. Шангычка
448. Шануч
449. Шаромская
450. Шаромский Кахон
451. Шестакова (река)
452. Шестая
453. Шестая Речка
454. Шехлун
455. Широкая (приток Катлычи)
456. Шишей
457. Шумная
458. Шумный (ручей)
Щ
459. Щапина
Э
460. Экечь
461. Элкевая
462. Элокояол
463. Элтаваям
464. Энычаваям
465. Эсгичнинваям
466. Эстребокос
467. Эталона
468. Эульченок
Я
469. Явынвиваям
470. Яголъваям
471. Ягытываям
472. Яхины